# 22784 Theresaoei
22784 Theresaoei è un asteroide della fascia principale. Scoperto nel 1999, presenta un'orbita caratterizzata da un semiasse maggiore pari a 2,4731950 UA e da un'eccentricità di 0,1037005, inclinata di 4,18718° rispetto all'eclittica.